# Ilz (Steiermark)
Ilz ist eine Marktgemeinde mit 3778 Einwohnern (Stand 1. Jänner 2024) im Gerichtsbezirk Fürstenfeld bzw. politischen Bezirk Hartberg-Fürstenfeld in der Steiermark. Im Rahmen der steiermärkischen Gemeindestrukturreform ist sie seit 2015 mit der Gemeinde Nestelbach im Ilztal zusammengeschlossen,
die neue Gemeinde führt den Namen Ilz weiter. Grundlage dafür ist das Steiermärkische Gemeindestrukturreformgesetz – StGsrG.

## Geografie
Sie liegt am linken Ufer der Ilz, im einen Kilometer breiten, fruchtbaren Ilztal, 43 km östlich von Graz, 19 km östlich von Gleisdorf und 13 km westlich von Fürstenfeld.

### Gemeindegliederung
| Katastralgemeinden | Fläche 31. Dezember 2023 | Ortschaften                | Einwohner 1. Jänner 2024 |
| ------------------ | ------------------------ | -------------------------- | ------------------------ |
| Buchberg           | 92,84 ha                 | Buchberg bei Ilz           | 105                      |
| Dambach            | 107,59 ha                | Dambach                    | 99                       |
| Dörfl              | 223,72 ha                | Dörfl                      | 183                      |
| EichbergN          | 249,99 ha                | Eichberg bei Hartmannsdorf | 79                       |
| HocheneggN         | 426,25 ha                | Hochenegg                  | 313                      |
| Ilz                | 214,85 ha                | Ilz                        | 1184                     |
| Kalsdorf           | 281,99 ha                | Kalsdorf bei Ilz           | 67                       |
| Kleegraben         | 334,26 ha                | Kleegraben                 | 219                      |
| Leithen            | 540,85 ha                | Leithen                    | 77                       |
| MutzenfeldN        | 185,01 ha                | Mutzenfeld                 | 55                       |
| NestelbachN        | 496,26 ha                | Nestelbach im Ilztal       | 595                      |
| NestelbergN        | 84,69 ha                 | Nestelberg                 | 132                      |
| Neudorf            | 483,63 ha                | Neudorf bei Ilz            | 511                      |
| Reigersberg        | 203,63 ha                | Reigersberg                | 159                      |

N = ehemalige Gemeinde Nestelbach im Ilztal

### Eingemeindungen
Mit 1. Jänner 1968 wurden die Gemeinden Buchberg bei Ilz, Ilz, Kalsdorf bei Ilz, Kleegraben, Mutzenfeld, Neudorf bei Ilz und Reigersberg zu Ilz zusammengelegt, mit gleichem Tag Eichberg bei Hartmannsdorf, Hochenegg und Nestelbach im Ilztal zu Nestelbach im Ilztal.

### Nachbargemeinden
Eine der sieben Nachbargemeinden liegt im Bezirk Südoststeiermark, drei im Bezirk Weiz.
| Gersdorf an der Feistritz (WZ) | Großsteinbach                               |                  |
| Sinabelkirchen (WZ)            | Kompassrose, die auf Nachbargemeinden zeigt | Großwilfersdorf  |
| Markt Hartmannsdorf (WZ)       | Ottendorf an der Rittschein                 | Riegersburg (SO) |

## Geschichte

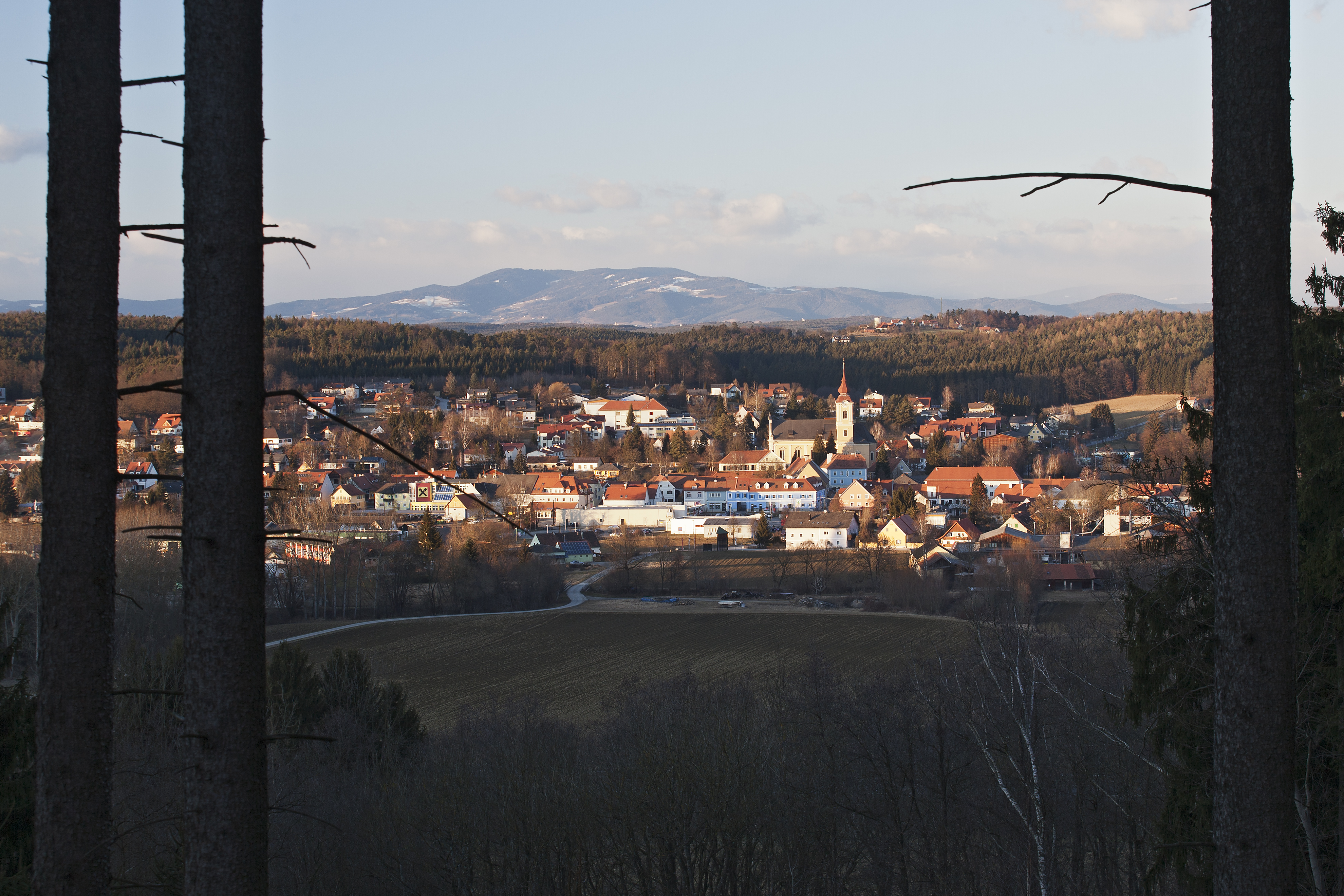
Blick auf Ilz bei Sonnenuntergang

Der Name kommt vom Fluss Ilz. Dieser geht auf slawisch Ilъnica (‚Lehmbach‘) zurück.
Zum ersten Mal wurde Ilz in einer Gerichtsurkunde genannt, die Herbord von Fullnstein (Herbort von Füllenstein), Truchsess des Bischofs Bruno von Olmütz, am 14. Oktober 1265 zu Graz ausstellte. Darin wird ein Zeuge genannt: Dominus Wernherus de Ylnz, wahrscheinlich der Vikar des Ortes.
Die wirtschaftlichen Verhältnisse des Ortes wurden nun vom Hopfenanbau weitgehend bestimmt, der Ende des 18. Jahrhunderts von den Herrschaften Feistritz und Kalsdorf begonnen und später von Ilzer Bürgern aufgenommen worden ist. Weiters entwickelte sich daneben der Obstbau in dieser Gegend zu großer Bedeutung, der hier gezüchtete „Ilzer Weinler“ wurde eine der beliebtesten Apfelsorten.
Nachdem die erste Notzeit der Nachkriegsjahre überwunden war, konnte die Gemeinde darangehen, in zielstrebiger Planung dem Markt ein modernes Gesicht zu geben. Gleichzeitig wurde die Sanierung des Ortsbildes in Angriff genommen. Der 1947 begonnene Aufbau einer Hauptschule konnte schließlich als eines der wichtigsten Vorhaben der Gemeinde in den Jahren 1957 bis 1961 mit dem Bau der neuen Hauptschule abgeschlossen werden. Mittlerweile hat Ilz einen Kindergarten, eine Volks- und Hauptschule mit Nachmittagsbetreuung und eine Musikschule. (Stand März 2012)
Räumlich hat sich Ilz seit 1945 vor allem nach Westen und Norden stark ausgedehnt: Gewerbe, Handel, Verkehr und Landwirtschaft sind wie eh und je die wirtschaftliche Basis des Ortes. Doch hat sich das Antlitz des Marktes in den vergangenen zwanzig Jahren wesentlich erneuert.
Bis 1964 wurde im Raum Ilz Braunkohle abgebaut.
Seit dem Schuljahr 2012/13 wurde aus der Hauptschule Ilz eine Neue Mittelschule.
Die Marktgemeinde betrieb einmal ein Thermenprojekt („Steirertherme“), welches jedoch aus finanziellen Gründen eingestellt wurde.

### Bevölkerungsentwicklung
| Ilz: Einwohnerzahlen von 1869 bis 2024                    | Ilz: Einwohnerzahlen von 1869 bis 2024 | Ilz: Einwohnerzahlen von 1869 bis 2024 | Ilz: Einwohnerzahlen von 1869 bis 2024 | Ilz: Einwohnerzahlen von 1869 bis 2024 |
| --------------------------------------------------------- | -------------------------------------- | -------------------------------------- | -------------------------------------- | -------------------------------------- |
| Jahr                                                      |                                        |                                        |                                        | Einwohner                              |
| 1869                                                      | 1869                                   |                                        | 3.218                                  | 3.218                                  |
| 1880                                                      | 1880                                   |                                        | 3.264                                  | 3.264                                  |
| 1890                                                      | 1890                                   |                                        | 3.373                                  | 3.373                                  |
| 1900                                                      | 1900                                   |                                        | 3.350                                  | 3.350                                  |
| 1910                                                      | 1910                                   |                                        | 3.316                                  | 3.316                                  |
| 1923                                                      | 1923                                   |                                        | 3.278                                  | 3.278                                  |
| 1934                                                      | 1934                                   |                                        | 3.162                                  | 3.162                                  |
| 1939                                                      | 1939                                   |                                        | 3.163                                  | 3.163                                  |
| 1951                                                      | 1951                                   |                                        | 3.415                                  | 3.415                                  |
| 1961                                                      | 1961                                   |                                        | 3.241                                  | 3.241                                  |
| 1971                                                      | 1971                                   |                                        | 3.339                                  | 3.339                                  |
| 1981                                                      | 1981                                   |                                        | 3.445                                  | 3.445                                  |
| 1991                                                      | 1991                                   |                                        | 3.530                                  | 3.530                                  |
| 2001                                                      | 2001                                   |                                        | 3.760                                  | 3.760                                  |
| 2011                                                      | 2011                                   |                                        | 3.678                                  | 3.678                                  |
| 2021                                                      | 2021                                   |                                        | 3.729                                  | 3.729                                  |
| 2024                                                      | 2024                                   |                                        | 3.778                                  | 3.778                                  |
| Quelle(n): Statistik Austria, Gebietsstand 1. Jänner 2021 |                                        |                                        |                                        |                                        |

## Kultur und Sehenswürdigkeiten

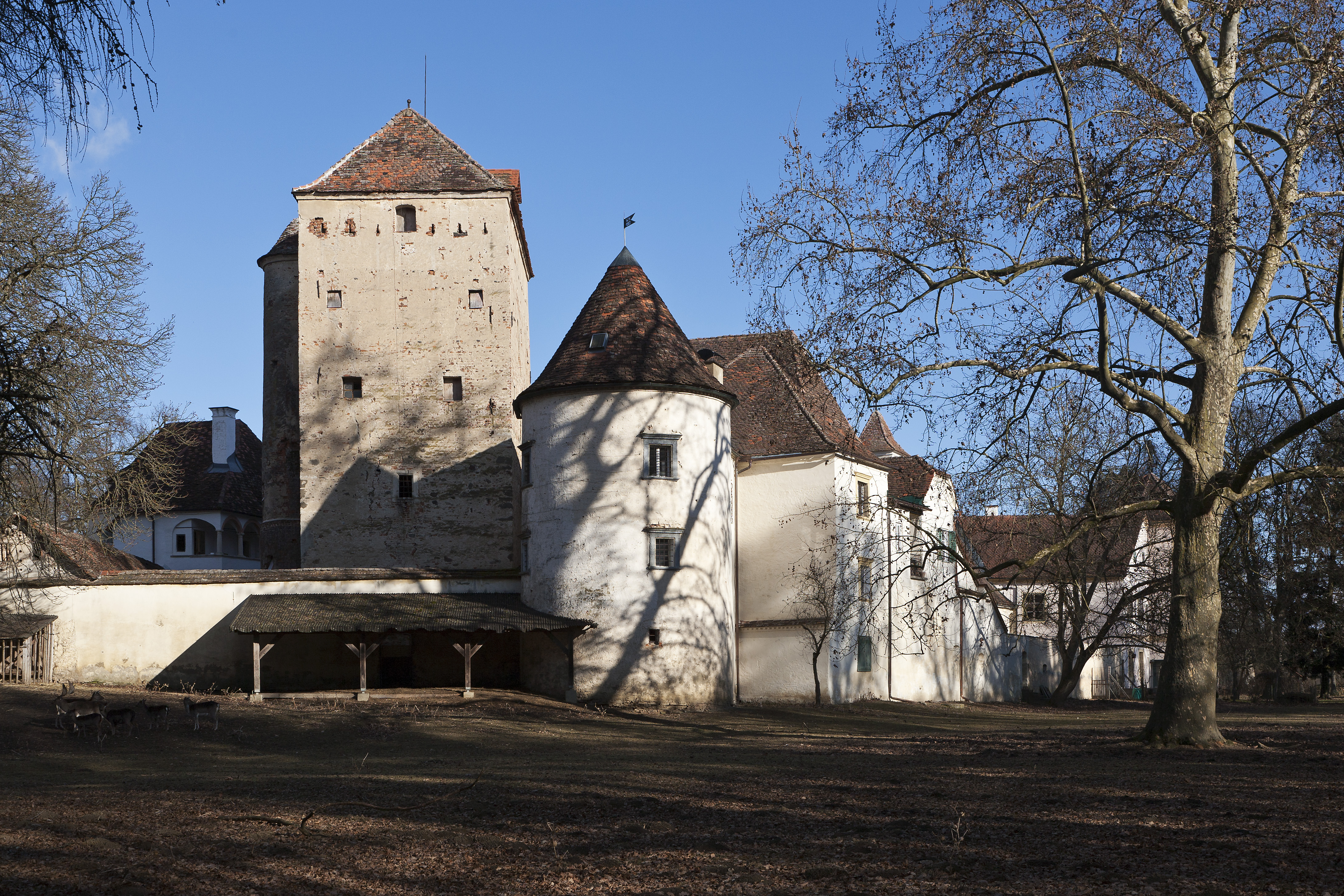
Schloss Feistritz

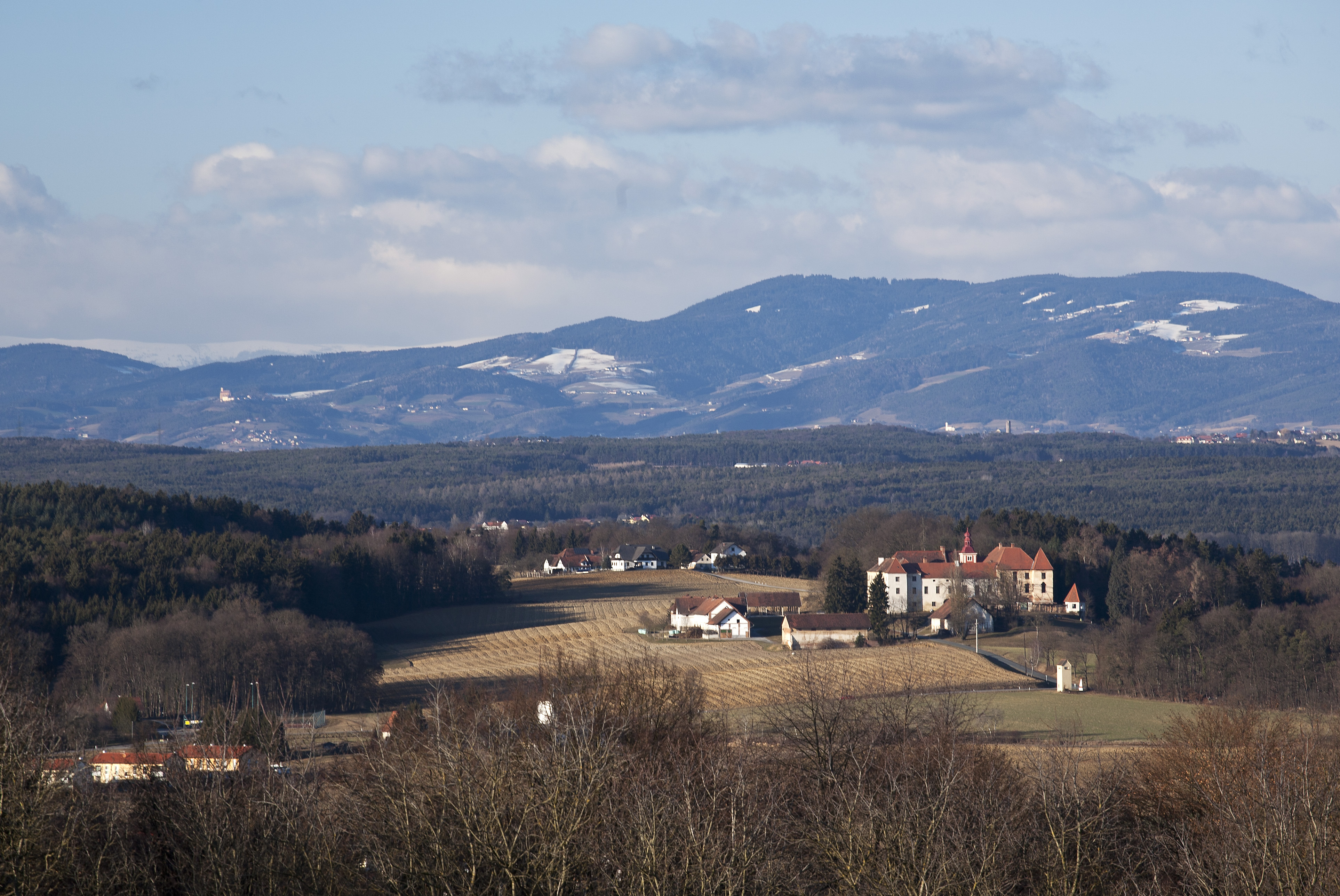
Schloss Kalsdorf

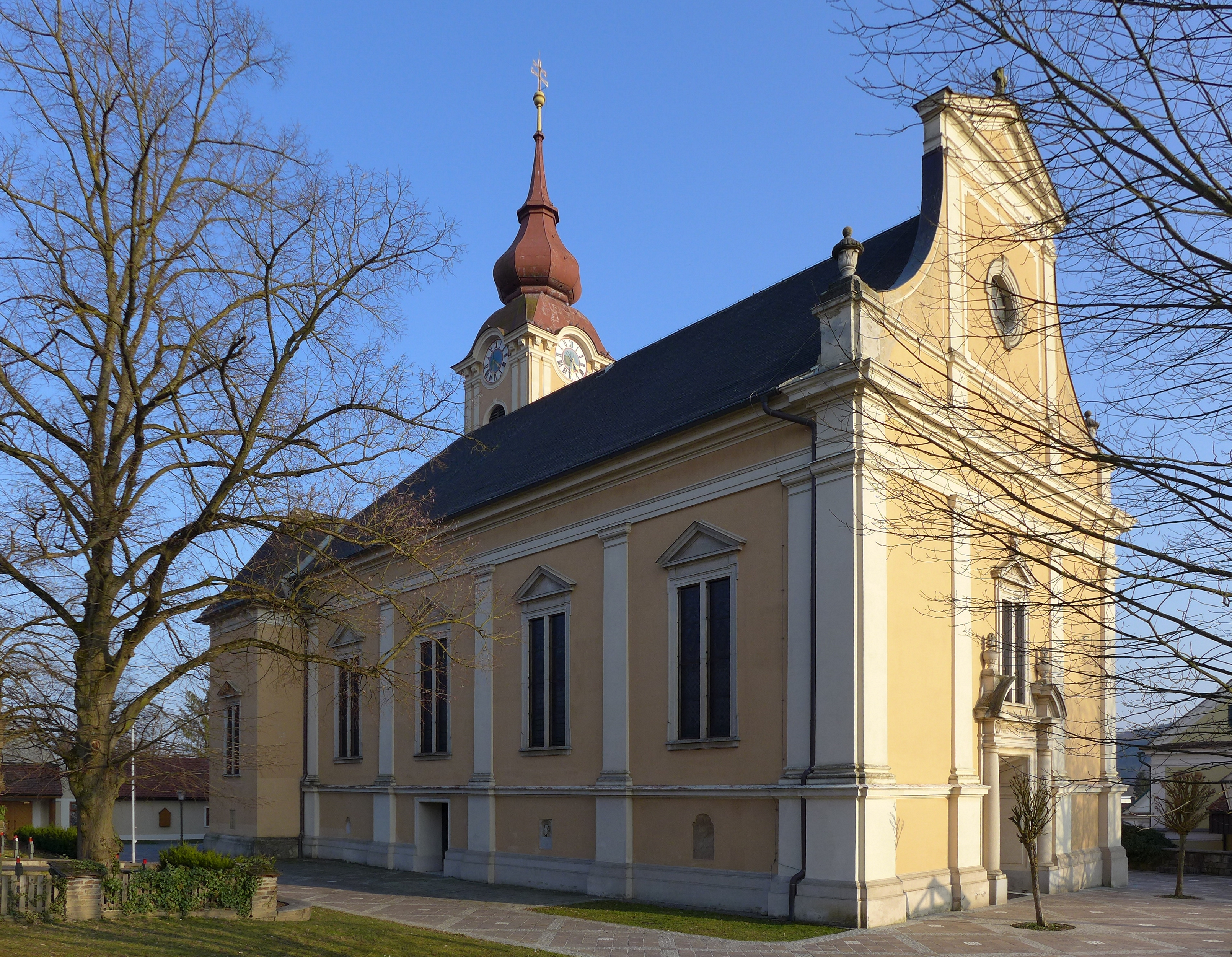
Pfarrkirche Ilz

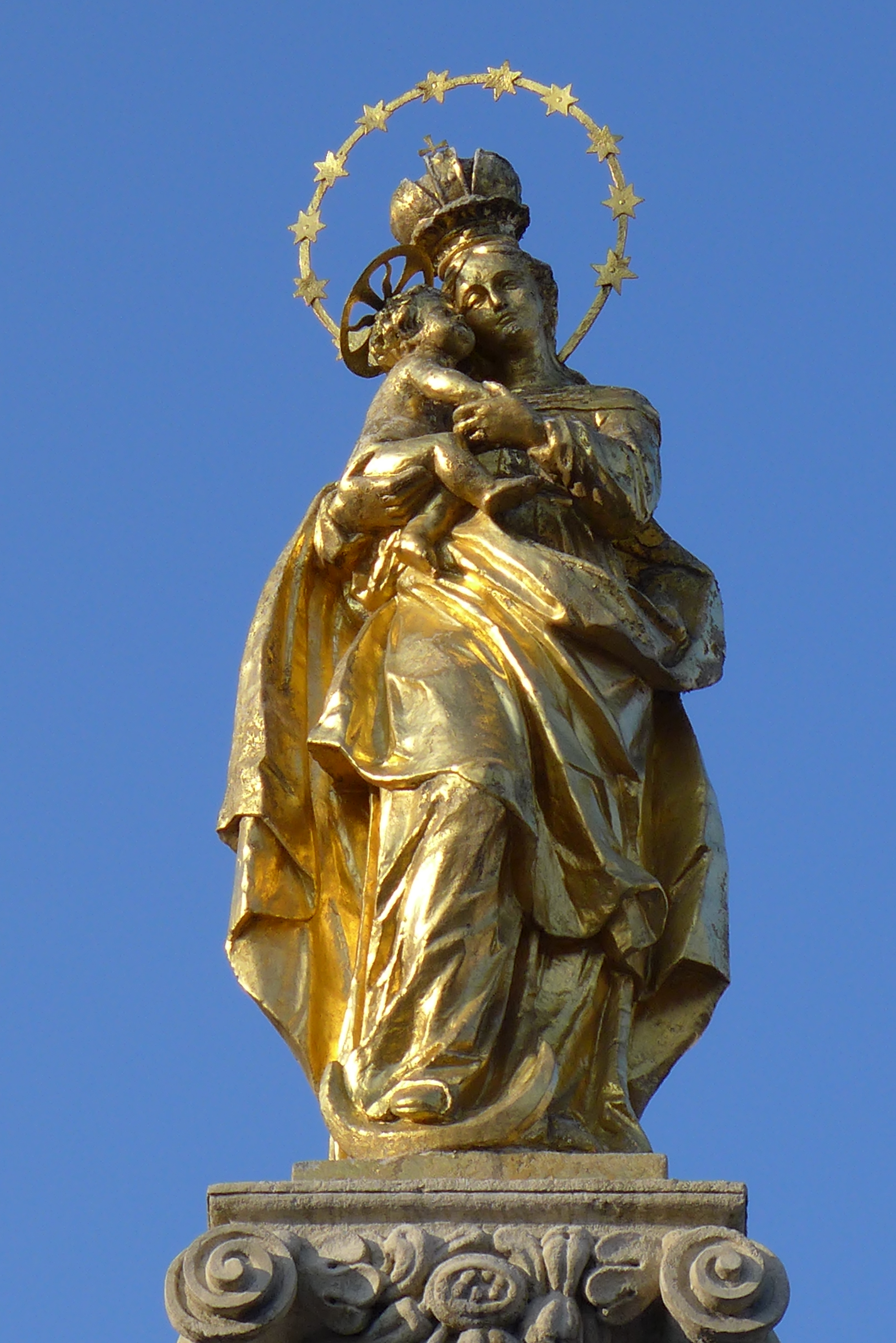
Marienstatue auf der Mariensäule (1666)

- Schloss Feistritz: Das Schloss liegt nördlich von Ilz an der Feistritz. Der Wohnturm wurde um 1200 errichtet. Das Schloss war in den 1980er Jahren stark vom Verfall bedroht. Seit 1984 wird das Schloss von den jetzigen Besitzern saniert und adaptiert.
- Schloss Kalsdorf östlich des Ortes.
- Katholische Pfarrkirche Ilz hl. Jakobus der Ältere: Die alte Kirche aus dem 12. oder 13. Jahrhundert wurde in den Jahren 1653 bis 1671 wegen Baufälligkeit durch einen Neubau ersetzt. Ab 1910 wurde diese nach Plänen von Johann Baltl (Grazer Stadtbaumeister) vollständig umgebaut und erweitert. Die Kirche ist 41 m lang, das Kirchenschiff 14 m breit. Der Priesterchor besteht noch aus alter Bausubstanz (1671). 1919/20 wurde die Kirche neu ausgemalt, entworfen von Schulrat Ludwig von Kurz zum Thurn und Goldenstein, ausgeführt von den Brüdern Johann, Alexander und Anton Walter aus Ilz. Jeweils 1928 und 2004 bekam die Kirche eine neue Orgel. 1992 fand eine Innenrenovierung der Kirche statt, die dabei durchgeführte Neugestaltung des Altarraumes plante das Architektenbüro Hermann Eisenköck aus Graz. Im Jahr 2010 erhielt die Pfarrkirche neue Glocken, die am 19. September 2010 durch Diözesanbischof Egon Kapellari eingeweiht wurden.
- Das Heimatmuseum Ilz war ein Schulprojekt (1982) verbunden mit einer Ausstellung. Diese gab den Anstoß zur Errichtung des Heimatmuseums Ilz. Nach dem Prinzip des „Von-unten-Wachsens“ wurde ohne Verein, aber durch Mithilfe des gesamten Ortes und der Gemeinde das Wirtschaftsgebäude hinter dem Rathaus saniert, ein Schaustollen durch die örtliche Knappschaft angelegt und ein Museum eingerichtet, das 1991 eröffnet wurde. Mit dem inhaltlichen Schwerpunkt der geschichtlichen und kulturellen Entwicklung des Marktes Ilz und seiner Umgebung ist die selbst definierte Aufgabe verbunden, vor allem auch ein Museum für die eigene Bevölkerung zu sein. Ergänzt wird das Museum durch die Ilzer Museumsgalerie, die in zwei Räumen des Rathauses regelmäßig Sonderausstellungen zeigt und ihren Beitrag zum Ilzer Kulturleben liefert.

### Veranstaltungen
- Für Wanderer bietet Ilz den „Ilzer-Rosenapfelwanderweg“.
- Im September findet das alljährliche Marktgemeindefest statt, bei dem es auch einen Ilzer Marktlauf gibt.
- Seit Dezember 1983 zeigt das „Theater in Ilz“, eine aus der Landjugend hervorgegangene Laientheatergruppe rund um deren Initiator Johann Prenner, zum jeweiligen Jahresende anspruchsvolle Komödien, Boulevard und Theater-Klassiker. Dabei kamen u. a. Stücke von Johann Nestroy, Ferdinand Raimund oder Ephraim Kishon zur Aufführung. Auch die Klassiker Der Meisterboxer oder Der Raub der Sabinerinnen, Boeing-Boeing oder Neil Simons Barfuß im Park fanden sich auf dem Spielplan. Fallweise gab es auch begeisterten Zuspruch bei Sommer-Theater-Aufführungen von Der kleine Prinz oder Der Weibsteufel.[8]

## Wirtschaft und Infrastruktur

### Verkehr
Ilz liegt an der Südautobahn (Ausfahrt 138) sowie an der Gleisdorfer Straße B 65 und ist Ausgangspunkt der Gleichenberger Straße B 66.
Die Expressbuslinien X40 und X41 binden Ilz werktags im 30-Minuten-Takt an die Landeshauptstadt Graz sowie Fürstenfeld an.
Abends und an Wochenenden tut die Linie 470 selbiges im Stundentakt.

### Ansässige Unternehmen
Magna Powertrain hat in Ilz ein Montagewerk für Achskomponenten. Das Werk wurde 2000/01 errichtet.
2009 hatte das Werk rund 450 Mitarbeiter.

## Politik

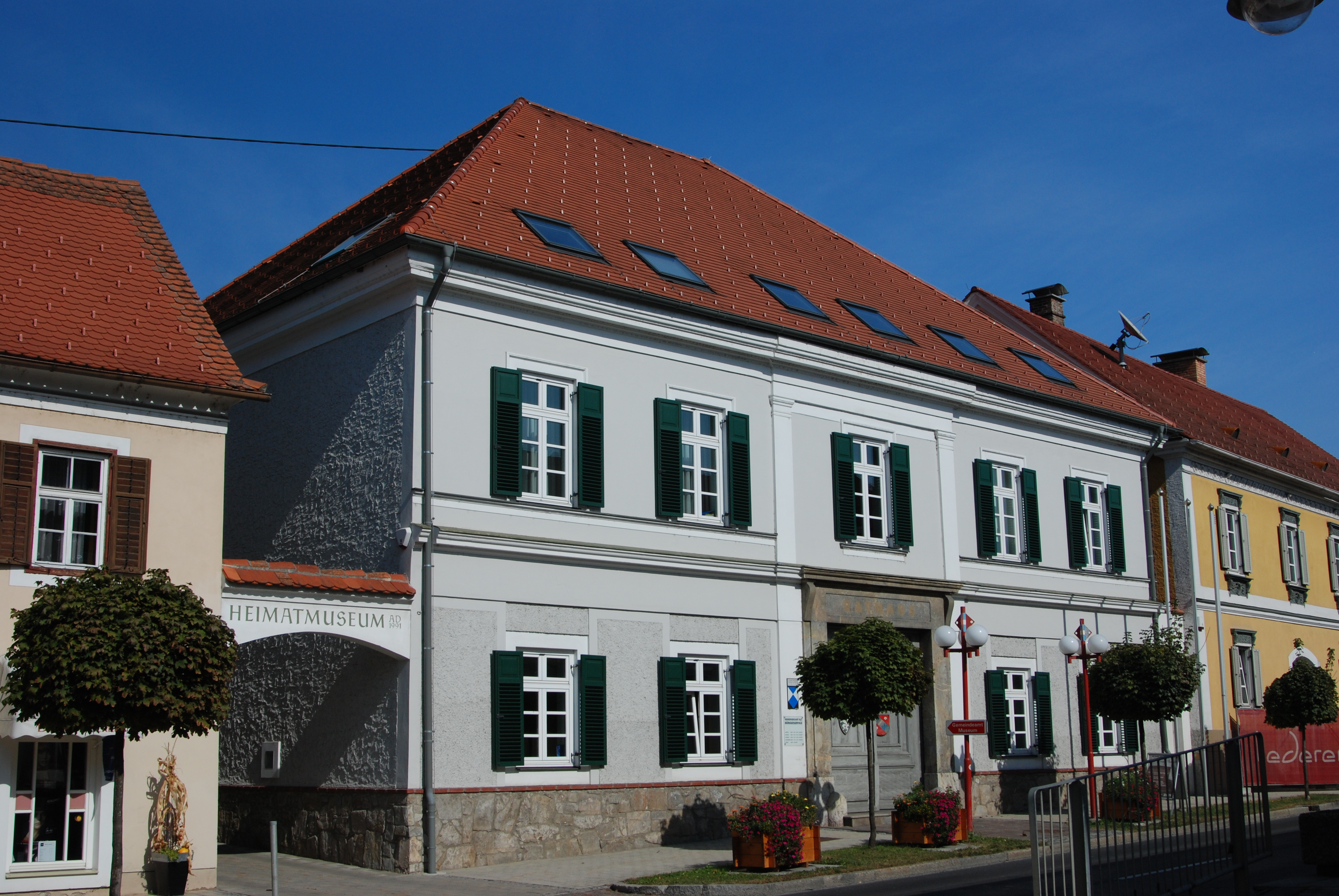
Gemeindeamt und Heimatmuseum Ilz

### Gemeinderat
Seit den Gemeinderatswahlen 2025 setzt sich der Gemeinderat wie folgt zusammen: 10 ÖVP, 8 Gemeindeliste Friedheim, 2 FPÖ und 1 Grüne.

### Bürgermeister
- von bis Willibald Schmidt (ÖVP)[12]
- von bis Hannes Fürndratt (ÖVP)
- 2014–2023 Rupert Fleischhacker (ÖVP)[13]
- Seit 2023 Stefan Wilhelm (ÖVP)

### Wappen

Wappen der Vorgängergemeinden
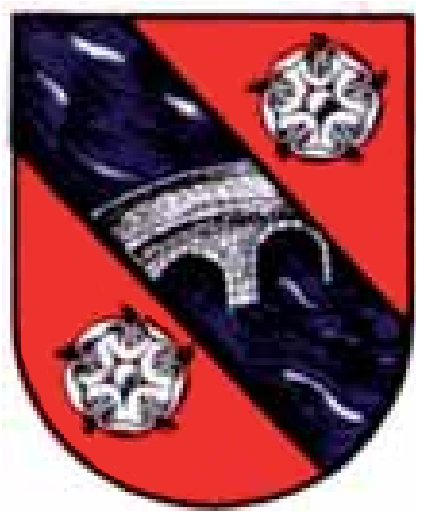
Ilz
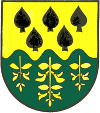
Nestelbach im Ilztal

Beide Vorgängergemeinden hatten ein Gemeindewappen. Wegen der Gemeindezusammenlegung verloren diese mit 1. Jänner 2015 ihre offizielle Gültigkeit.
Das Gemeindewappen für Ilz wurde 1982 von der Steiermärkischen Landesregierung verliehen. Die Wiederverleihung erfolgte mit Wirkung vom 18. September 2015.

Die neue Blasonierung lautet:
„In rotem Schild ein blauer, silbern eingefasster Schrägrechtswellenbalken, mittig überspannt von einer silbern gemauerten zweijochigen Brücke sowie oben und unten von je einer silbernen heraldischen Rose begleitet.“

### Gemeindepartnerschaften
- Ruderting, Bayern[15]

## Persönlichkeiten

### Ehrenbürger
- 1980: Friedrich Niederl (1920–2012), Landeshauptmann
- 1982: Josef Krainer (1930–2016), Landeshauptmann

### Söhne und Töchter der Marktgemeinde
- Hugo Raimund von Lamberg (1833–1884), Landeshauptmann von Salzburg 1872–1880
- Friedrich von Horn Fitz-Gibbon (1919–1958), Ethnologe
- Richard Frankenberger (* 1947), Künstler
- Josef Jandrisits (* 1949), Musiker und Komponist
- Sigrid Riegebauer (* 1961), Komponistin und Pädagogin
- Klaus Konrad (* 1965), Politiker (SPÖ), 2005 bis 2010 Abgeordneter zum Steiermärkischen Landtag, seit 2010 Mitglied des österreichischen Bundesrates

### Mit Ilz verbundene Persönlichkeiten
- Boris Bukowski (* 1946 als Fritz Bukowski), Musiker, wuchs in Ilz auf
- Karl Fischer  (1918–1963), Politiker und Widerstandskämpfer gegen den Austrofaschismus und Nationalsozialismus, zunächst am Wiener Südwestfriedhof begraben, seit 25. März 1991 in Ilz bestattet[16]
- Maria Fischer (1897–1962), Seidenwinderin und Widerstandskämpferin gegen den Austrofaschismus und Nationalsozialismus, zunächst am Wiener Südwestfriedhof begraben, ebenfalls seit 25. März 1991 in Ilz bestattet[16]
- Maximilian Rottauscher von Malata (1846–1921), Marineoffizier und Autor, gestorben in Ilz
- Hartmut Skerbisch (1945–2009), Künstler, gestorben in Ilz